# Meßdorf
Meßdorf ist eine Ortschaft und ein Ortsteil der Stadt Bismark (Altmark) im Landkreis Stendal in Sachsen-Anhalt (Deutschland).

## Geographie

### Lage
Meßdorf, ein erweitertes Straßendorf mit Kirche, liegt 6 Kilometer nördlich von Bismark (Altmark) und befindet sich auf halbem Wege zwischen Stendal und Salzwedel.
Im Westen der Gemarkung bildet die Milde die Grenze zum Altmarkkreis Salzwedel – nördlich der Mildebrücken nach Beese heißt der Fluss Biese. Meßdorf selbst liegt etwas erhöht über dem Milde/Biese-Tal, im Süden fällt das Gelände zum Markgraben ab.
Nachbarorte sind Beese im Nordwesten, Biesenthal im Norden, Späningen im Nordosten, Schönebeck im Osten, Möllenbeck und Dobberkau im Südosten und Büste im Süden.

### Ortschaftsgliederung
Zur Ortschaft Meßdorf gehören die Ortsteile Biesenthal, Meßdorf, Schönebeck und Späningen.

## Geschichte

### Mittelalter bis Neuzeit
Im Jahre 1215 wird ein Ekkehardus de Methorpe als Zeuge genannt, als Graf Bernhard von Wölpe Schenkungen an das Kloster Mariensee bekundete.
Das Dorf wird erstmals 1281 als villa Medestorp erwähnt, als die Markgrafen Johann II., Otto IV. und Konrad dem Stendaler Domkapitel jährliche Einkünfte aus dem Dorf schenkten. 1322 überließ Agnes, die Herzogin von Braunschweig Mezstorp der Gattin Conrads von Osterburg als Leibgedinge. Im Landbuch der Mark Brandenburg von 1375 wird das Dorf als Mestorpe aufgeführt, das den von Bartensleben gehörte. Es gab eine Mühle, der Schulze hatte ein Lehnpferd.
Als im Jahre 1553 der Londoner Stalhof wieder erneuert wurde, trafen sich Vertreter der Städte Stendal, Salzwedel, Berlin, Brandenburg und Frankfurt, die 1518 aus der Hanse ausgetreten waren, in Meßdorf und beauftragten den Rat von Salzwedel, die Wiederaufnahme in den Bund nachzusuchen. Was aber misslang.
Weitere Nennungen sind 1524 jm dorpe to messtorpp, 1551 Metzdorf, 1687 Metzdorff und 1804 Metzdorf, Dorf mit Sitz des Vogteigerichtes, 4 Leinewebern, einem Rademacher, einer Schmiede und zwei Windmühlen. 1818 heißt es: Mestorf oder Messdorf, adliges Pfarrdorf, dem Grafen von der Schulenburg in Wolfsburg  gehörig, 2 Krüge, eine Windmühle.
Zur Fastenzeit wurde in Meßdorf das Vogtgeding abgehalten. Die Gerichtshalter der Grafen kamen dazu aus Wolfsburg für sechs Wochen lang in das Meßdorfer Pfarrhaus, um Klagesachen und sonstige rechtliche Verhandlungen der zur Vogtei gehörigen Dörfer zu regeln. Im Jahre 1800 hatte ein Justiz-Amtmann aus Osterburg die Aufgabe der Gerichtshalter übernommen, so dass das Geding in kürzerer Zeit beendet war.

### Frühere Erwähnungen
Einige Autoren behaupten, Methisdorpe wurde bereits 844 im 9. Jahrhundert erwähnt und habe um das Jahr 1060 zum Kloster Corvey in Westfalen gehört.
Das geht auf den Geschichtsschreiber Johann Friedrich Falcke zurück. Dieser hatte 1752 ein angebliches Register des Abtes Saracho ab dem Jahre 854 über den Grundbesitz des Stiftes Corvey veröffentlicht, wobei im Pagus Belxa der Ort Metisdorphe und Methisdorphe genannt wurde. Im Jahre 1861 deckte Wilhelm Spancken dieses Register von Johann Friedrich Falcke als eine Fälschung auf. Der Historiker Peter P. Rohrlach weist darauf hin, dass die Erwähnung für 1053/1071 eine Fälschung ist.
Der Historiker Uwe Lenz weist auf eine Veröffentlichung der älteren Corveyer Heberolle durch Paul Wigand hin. Dort steht in §38 ohne Jahresangabe Metdisdorphe (Medisdorp) mit Angaben zu Abgaben, die einzelne Bauern zu leisten hatten. Lenz erwähnt auch eine Nennung in Falkes §39 Metzdorf intra veterem marchiam mit der Randbemerkung ab anno 826 usque 853.

### Herkunft des Ortsnamens
Heinrich Sültmann deutet die Namen 1293 medestorpe, 1367 meczdorp, als deutsch. Der Ortsname geht auf eine Personenbezeichnung zurück: „math, maed“ davon „Methe, Math-Hilde“.

### Katholische Kirchengemeinde

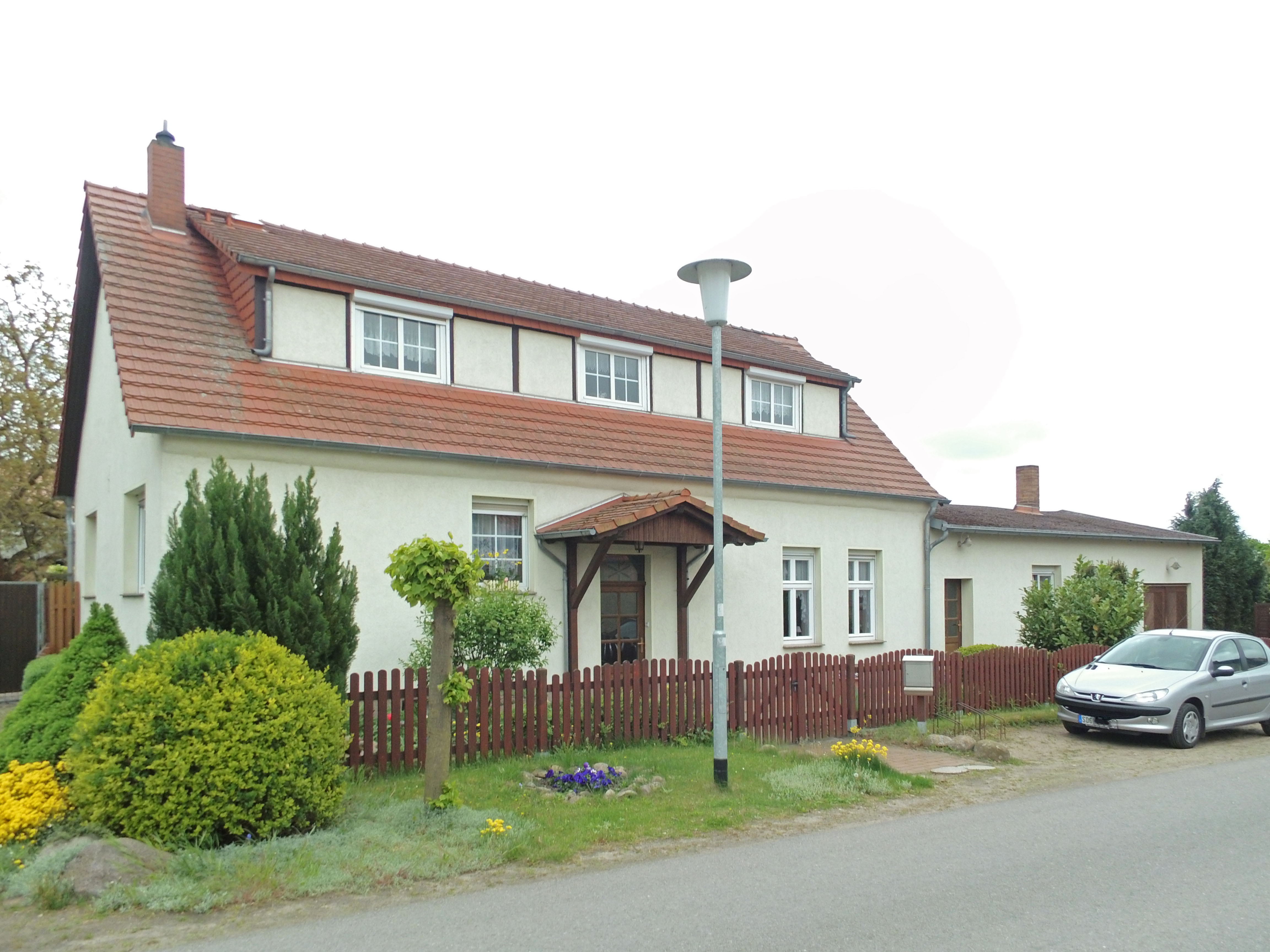
Ehemalige katholische Kirche

Die katholische Kirche Hl. Maria von der Verkündigung wurde geschlossen. Das am Triftweg gelegene, äußerlich unscheinbare Kirchengebäude war nach jener biblischen Begebenheit benannt, in welcher durch den Engel Gabriel Maria die Geburt ihres Sohnes Jesus Christus verkündigt wurde.
Im Zweiten Weltkrieg wurde gelegentlich wieder katholischer Gottesdienst in Meßdorf gehalten, weil vorübergehend Katholiken aus katholischen Gebieten in den Raum Meßdorf gekommen waren.
Von 1945 an bildete sich durch die Ansiedelung von katholischen Heimatvertriebenen, überwiegend aus dem Raum Schneidemühl, in Meßdorf eine katholische Kirchengemeinde, die 1949 einen eigenen Geistlichen bekam. Zunächst fanden katholische Gottesdienste in der evangelischen Kirche statt. 1950 wurde in Meßdorf eine Kuratie eingerichtet, und am 25. März 1950 in einem Raum der Gaststätte Volkmann an der Ernst-Thälmann-Straße eine Kapelle mit dem Patrozinium „Mariä Verkündigung“ eingeweiht.
Ab 1987 wurde die katholische Kirche in Meßdorf von der Pfarrvikarie Hl. Kreuz in Bismark mitbetreut, ab 2007 von Geistlichen der Pfarrei St. Anna in Stendal. Damals gehörten zur Kuratie Meßdorf rund 100 Katholiken. Etwa um 2009 wurde die Kirche geschlossen und verkauft, danach war die Heilig-Kreuz-Kirche im 7 km entfernten Bismark die nächstgelegene katholische Kirche. Seit auch diese Kirche 2014 geschlossen wurde, ist St. Joseph im 17 km entfernten Osterburg die für Meßdorf nächstliegende katholische Kirche.

### Archäologie
Im Jahre 1897 berichtete Alfred Götze über seine Ausgrabungen von Brandgräbern der Völkerwanderungszeit in Meßdorf. Die Funde kamen in die Staatlichen Museen zu Berlin. 1918 berichtete Paul Kupka über den Fund einer unvollständig erhaltenen kleine Brillenfibel aus der jüngeren Bronzezeit auf dem Mühlberg bei Meßdorf. Auf dem gleichen Fundplatz wurde ein Gefäß mit einem Schächerkreuzmotiv aus der nachrömischen Eisenzeit gefunden und an das Altmärkische Museum in Stendal übergeben. Weitere Funde aus dem 20. Jahrhundert kamen an das Danneil-Museum in Salzwedel und in das Kreismuseum Osterburg.

### Eingemeindungen
Ursprünglich gehörte das Dorf zum Stendalischen Kreis der Mark Brandenburg in der Altmark. Zwischen 1807 und 1813 lag es im Landkanton Osterburg auf dem Territorium des napoleonischen Königreichs Westphalen. Ab 1816 gehörte die Gemeinde zum Kreis Osterburg, dem späteren Landkreis Osterburg.
Am 25. Juli 1952 wurde die Gemeinde Meßdorf in den Kreis Kalbe (Milde) eingegliedert. Nach der Auflösung des Kreises am 1. Januar 1988 kam die Gemeinde zum Kreis Osterburg, nach dessen Auflösung am 1. Juli 1994 zum jetzigen Landkreis Stendal.
Davor war am 21. Dezember 1973 die ehemals selbständige Gemeinde Späningen mit ihren Ortsteilen Biesenthal und Schönebeck nach Meßdorf eingemeindet worden. Biesenthal und Schönebeck waren am 20. Juli 1950 als bis dahin eigenständige Gemeinden nach Späningen eingemeindet worden.
Bis zum 31. Dezember 2009 blieb Meßdorf eine selbständige Gemeinde mit den zugehörigen Ortsteilen Biesenthal, Schönebeck und Späningen.
Der Gemeinderat der Gemeinde Meßdorf beschloss am 4. Juni 2009 die Zustimmung zu einem Gebietsänderungsvertrag, wodurch ihre Gemeinde aufgelöst und Teil einer neuen Einheitsgemeinde mit dem Namen Stadt Bismark (Altmark) wurde. Dieser Vertrag wurde vom Landkreis als unterer Kommunalaufsichtsbehörde genehmigt und trat am 1. Januar 2010 in Kraft.
In der eingeflossenen Gemeinde und nunmehrigen Ortschaft Meßdorf wurde ein Ortschaftsrat mit sieben Mitgliedern einschließlich Ortsbürgermeister gebildet.

### Einwohnerentwicklung

#### Dorf, Bahnhof und Kolonie
| Jahr            | 1734 | 1772 | 1790 | 1798 | 1801 | 1818 | 1840 | 1864 | 1871 | 1885 | 1892 | 1895 | 1900 | 1905 |
| Dorf Meßdorf    | 251  | 271  | 296  | 316  | 358  | 350  | 363  | 421  | 460  | 438  | 469  | 496  | 497  | 489  |
| Bahnhof Meßdorf |      |      |      |      |      |      |      |      |      | 08   |      | 011  |      | 014  |
| Kolonie Meßdorf |      |      |      |      |      |      |      |      |      |      |      |      |      | 033  |

Quelle, wenn nicht angegeben, bis 1905:

#### Gemeinde
| Jahr | Einwohner |
| ---- | --------- |
| 1910 | [00]0575  |
| 1925 | [0]0585   |
| 1939 | [0]0527   |
| 1946 | [0]0882   |
| 1964 | [00]0651  |
| 1971 | [00]0622  |
| 1981 | [00]1066  |
| 1985 | [00]1013  |
| 1990 | [00]0917  |

| Jahr | Einwohner |
| ---- | --------- |
| 1991 | [00]470   |
| 1993 | [0]936    |
| 1995 | [00]856   |
| 1998 | [00]828   |
| 2000 | [00]819   |
| 2002 | [00]782   |
| 2006 | [00]720   |
| 2008 | [00]697   |
| 2009 | [00]683   |

1981 steigt die Einwohnerzahl durch die Eingemeindungen von 1973.

#### Ortsteil
| Jahr | Einwohner |
| ---- | --------- |
| 2018 | [00]324   |
| 2020 | [00]327   |
| 2021 | [00]330   |
| 2022 | [0]327    |
| 2023 | [0]315    |

## Religionen
Die evangelische Kirchengemeinde Meßdorf, die früher zur Pfarrei Meßdorf gehörte, wird heute betreut vom Pfarrbereich Gladigau im Kirchenkreis Stendal im Bischofssprengel Magdeburg der Evangelischen Kirche in Mitteldeutschland. Die ältesten überlieferten Kirchenbücher für Meßdorf stammen aus dem Jahre 1693.
Die katholischen Christen gehören zur Pfarrei St. Anna in Stendal im Dekanat Stendal im Bistum Magdeburg.

## Politik

### Ortsbürgermeister
Ortsbürgermeister der Ortschaft Meßdorf ist seit 2014 Uwe Lenz.

### Ortschaftsrat
Die Ortschaftsratswahl am 9. Juni 2024 ergab das folgende Ergebnis (in Klammern die Ergebnisse von 2019):
Jeweils einen Sitz errangen:
- CDU (2019 in WGM)
- AfD
- Wählergemeinschaft Meßdorf (5 Sitze)
- Einzelbewerberin Schmalz (1 Sitz)
- Einzelbewerber Tinneberg (2019 in WGM)
- Einzelbewerber Bollert

Ein Ortschaftsrat ist eine Frau.
Von 522 Wahlberechtigten hatten 382 ihre Stimme abgegeben, die Wahlbeteiligung betrug damit 73,18 Prozent.

### Wappen
Das Wappen wurde am 18. August 1995 durch das Regierungspräsidium Magdeburg genehmigt.
Blasonierung: „Gespalten in Silber; vorn am Spalt ein golden bewehrter, rot gezungter roter Adler; hinten am Spalt eine schwarze bewurzelte Eiche mit vier grünen Blättern, pfahlweise.“
Der halbe märkische Adler versinnbildlicht die Zugehörigkeit der vier Dörfer der Gemeinde zur Altmark, einer der Stammlande der Mark Brandenburg. Das Wappenbild ist angelehnt an den Stendaler Adler. Zu diesem Kreis gehörten die Orte im 18. Jh. und heute wieder nach der Kreisgebietsreform von 1994. Die vier Eichenblätter vertreten die Gemeindeteile Biesenthal, Meßdorf, Schönebeck und Späningen. Die vier gleich großen Blätter sollen den Wunsch der Bevölkerung nach Gleichberechtigung unterstreichen.
Die Eiche, heiliger Baum der Germanen und Symbol für Kraft und Beständigkeit und diente als Bauholzreservoir für den typischen Fachwerksbau, zur Geräte- und Möbelherstellung und besonders als Windschutz für die Orte. Es war nachweislich seit 1686 Brauch, dass Ehepaare bei der Hochzeit zum Pflanzen von sechs Eichen verpflichtet wurden. Heute noch können in allen vier Ortsteilen der Gemeinde mächtige alte Eichen als Zeugen der Vergangenheit betrachtet werden. Die Wurzeln im Wappen deuten auf eine enge Verbindung der Bewohner zu ihrer Heimat, zur dörflichen Tradition, zum Boden und zur Natur hin.
Die Farben Meßdorfs sind Rot – Silber (Weiß).

### Flagge
Die Flagge ist Rot – Weiß (1:1) gestreift mit dem aufgelegten Wappen.

## Kultur und Sehenswürdigkeiten

### Gebäude
- Die evangelische Dorfkirche Meßdorf ist ein romanischer Bau aus dem 12. Jahrhundert.[46] Sie wurde 1975 durch einen Brand im Chorraum schwer zerstört und erst 1980/82 notdürftig instand gesetzt.[47] 2005 wurde sie umfassend rekonstruiert.[46] Seit 1999 finden in der Kirche die jährlichen Meßdorfer Musikfesttage statt.

### Gedenkstätte
- Grabstätte auf dem Ortsfriedhof für einen namentlich bekannten polnischen Kriegsgefangenen, der während des Zweiten Weltkrieges ein Opfer von Zwangsarbeit wurde

## Verkehrsanbindung
Der Haltepunkt Meßdorf lag an der Bahnstrecke Stendal–Uelzen. Seit 10. Dezember 2017 verkehren sämtliche Züge ohne Halt in Meßdorf. Durch Meßdorf führt die Landstraße von Bismark (Altmark) nach Salzwedel. Eine weitere Landstraße verläuft von Meßdorf nach Osterburg (Altmark).